# ألبانديري
بلدية ألبانديري (بالإسبانية: Alpandeire) هي بلدية تقع في مقاطعة مالقة التابعة لمنطقة أندلوسيا جنوب إسبانيا.

## الديموغرافيا
بلغ عدد سكان بلدية ألبانديري 279 نسمة عام 2011 (وفقاً للمعهد الوطني الإسباني للإحصاء).
| 303 | 301 | 311 | 291 | 284 | 271 | 279 |